# Micrutalis lugubrina
Micrutalis lugubrina är en insektsart som beskrevs av Carl Stål. Micrutalis lugubrina ingår i släktet Micrutalis och familjen hornstritar. Utöver nominatformen finns också underarten M. l. parallela.